# The Ultimate Fighter 27 Finale
The Ultimate Fighter 27 Finale var en MMA-gala som arrangerades av Ultimate Fighting Championship och ägde rum 6 juli 2018 i Las Vegas i USA. 

## Resultat
1. ↑  Catchweight 190 lbs.[2]